# Michał Soroko
Michał Soroko (ur. 1888, zm. 1939 lub 1941) – senator II kadencji II Rzeczypospolitej z BBWR z województwa nowogródzkiego. Rolnik oraz wójt gminy Gawia.

## Okoliczności śmierci
Aresztowany przez NKWD w październiku (w Postawach) 1939, zginął w więzieniu w Berezweczu względnie podczas jego ewakuacji w czerwcu 1941.